# Slavko Cicak

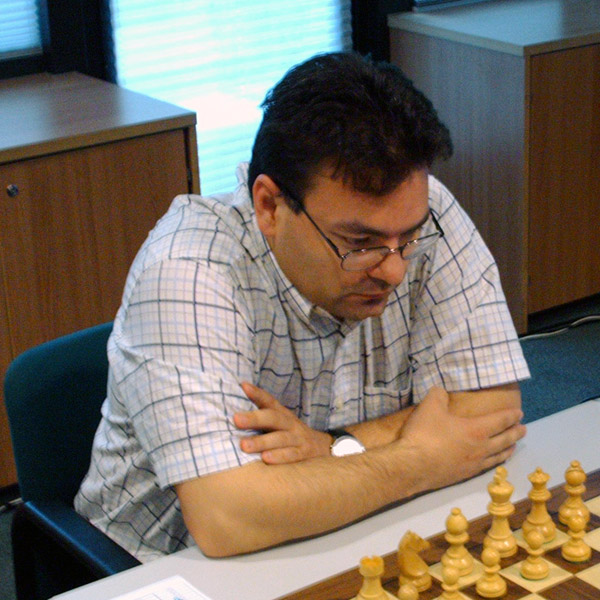
Slavko Cicak, 2007

Slavko Cicak (Podgorica, 25 oktober 1969) is een Zweedse schaker met FIDE-rating 2509 in 2017. Hij is, sinds 2001, een grootmeester (GM).
In 1985 werd hij in Petach Tikwa tweede bij de wereldkampioenschappen schaken voor jeugd in de categorie onder 18 jaar.
In 1995 won hij in de B-groep van een toernooi in Brno. In 1997 won hij in Frankfurt-Griesheim het eerste Karl-Mala Memorial toernooi met 7 pt. uit 7 partijen. In 1998 won hij open toernooien in Frankfurt am Main en Wiesbaden. In 2001 won hij het Liechtenstein Open in Triesen. In 2004 won hij in Figueres het vijfde Miguel Mas International Open en in Parla het achtste Parla International Open. In 2005 werd hij bij het Schaakkampioenschap van de Europese Unie gedeeld 6e–9e met Normunds Miezis, Joel Benjamin en Alexander Baburin.
Op 25 en 26 juni 2005 werd in Echternach het open rapidschaak-toernooi gespeeld, dat zeven winnaars opleverde: de Nederlander Marcel Peek, de Zweed Slavko Cicak, de Tsjech Vlastimil Jansa, de Oekraïner Aleksandar Berelovitsj, de Duitser Georg Meier, de Oekraïner Leonid Milov en de Duitser Florian Handke, ieder met 7.5 punt uit 9 ronden.
In 2006 won Cicak het negende Open Internacional Málaga de Ajedrez 2006 in Campillos. In datzelfde jaar werd hij, bij het 8e Sants Open, gedeeld 2e–5e. In 2007 won hij het Utrecht Open International Championship in Utrecht.

## Resultaten met nationale schaakteams
Met het Zweedse nationale team nam hij deel aan de Schaakolympiades van 2006, 2008 en 2010. In 2006 speelde hij bij de Aigo-Cup in de ronde tegen China, in Beijing, aan het vierde bord. In 2007 nam Cicak met het Zweedse nationale team deel aan de Europese Schaakkampioenschappen voor landenteams.

## Schaakverenigingen
In de Tsjechische bondscompetitie speelde hij voor TJ TŽ Třinec, waarmee hij in 2003 kampioen van Tsjechië werd. Met dezelfde vereniging nam hij in 2003 deel aan het toernooi om de European Club Cup. Ook speelde hij in Tsjechië voor de ŠK H.Fuchs Ostrava. In de Duitse bondscompetitie speelde hij van 1987 tot 1991 voor de SK Heidelberg, later speelde hij voor de VSGO Offenbach, TSV Schott Mainz, Schachfreunde Schöneck en Schachfreunde Burgsinn (waarmee hij in 2008 Beiers kampioen blitzschaak werd). Met Cercle d'échecs Dudelange won hij de Luxemburgse bondscompetitie in 2007, 2010, 2012 en 2014. In Zweden speelde hij tot 2009 voor Skara SS, daarna tot 2013 voor de Eksjö SK; sindsdien speelt hij voor de Stockholmse vereniging Kungstornet.

## Externe koppelingen
- (en)   Informatie over schaakpartijen van Slavko Cicak op ChessGames.com
- (en)   Informatie over schaakpartijen van Slavko Cicak op 365chess.com
- (en)  FIDE-ratinggegevens voor Slavko Cicak